# Olszówka (województwo świętokrzyskie)
Olszówka – wieś w Polsce położona w województwie świętokrzyskim, w powiecie kieleckim, w gminie Łopuszno.
| SIMC    | Nazwa | Rodzaj     |
| ------- | ----- | ---------- |
| 0248711 | Borki | przysiółek |

W latach 1975–1998 miejscowość położona była w województwie kieleckim.